# تانغ جينغ
تانغ جينغ (14 فبراير 1975 ببكين في الصين - ) هو لاعب كرة قدم صيني في مركز الوسط. لعب مع جيانغسو سونينغ ونادي تشانغتشون ياتاي وSichuan First City F.C. ‏.

## وصلات خارجية
- تانغ جينغ على موقع قاعدة بيانات كرة القدم.إي يو (الإنجليزية)